# ロウレターノDC
ロウレターノ・デスポルテス・クルーベ (ポルトガル語: Louletano Desportos Clube) 、通称ロウレターノ (Louletano) は、ポルトガルのアルガルヴェ地方ファーロ県ロウレにあるサッカークラブである。

## 概要
3部リーグと4部リーグを行き来するチームで、近隣のファロに建設されたエスタディオ・アルガルヴェをホームスタジアムとして3部SCファレンセと共同利用している。
設立者はフルトゥオーソ・ダ・シルヴァ博士。サッカーと、ゲームやダンスなどを含む社会活動の実践を目的として、社会活動とスポーツの二つの組織の合併により、1923年6月6日に設立された。
現在クラブ活動は、武道、プロサッカー、サッカートレーニング、フットサル、体操、ウェイトリフティング、水泳、水球、ゴルフが行われている。2004年アテネオリンピックでは、クラブで初めてのオリンピックアスリートとしてミゲル・ピレスが水泳200m自由形リレー (en) に出場。チームは14位の予選落ちながらポルトガル記録を打ち立てた。